# Escuela pictórica de Düsseldorf
La escuela de Düsseldorf engloba a un grupo de pintores que enseñaron o que estudiaron en la Academia de Bellas Artes de Düsseldorf durante los años 1830 y 1840, cuando el pintor Wilhelm von Schadow fue el director. Las obras de la escuela de Düsseldorf se caracterizan por paisajes muy detallados pero aún extravagantes, a menudo con cuentos religiosos o alegóricos. Miembros destacados de la escuela recomendaron el pleinairismo, y solían utilizar una paleta con colores bajos y uniformes. La escuela de Düsseldorf creció de y formó parte del movimiento romántico alemán. Pintores prominentes incluyeron al propio von Schadow, Karl Friedrich Lessing, Johann Wilhelm Schirmer, Andreas Achenbach, Hans Fredrik Gude, Oswald Achenbach y Adolf Schrödter.
Desarrollado originalmente por Romeo Maurenbrecher, Friedrich von Uechtritz y Anton Fahne, en historia del arte La investigación definió más estrechamente el término Düsseldorfer Malerschule, también Düsseldorfer Schule, En 1837, Friedrich von Uechtritz describió la obra del círculo de pintores en torno a Wilhelm von Schadow como la Escuela de Düsseldorf (Vistas al arte y la vida de los artistas de Düsseldorf. Primer volumen. Düsseldorf, 1839, pp. 21-22). Ese mismo año le siguió Carl Gustav Carus (Observaciones sobre los cuadros de la escuela de Düsseldorf, expuestos en Dresde en diciembre de 1836. Kunst-Blatt nº 28, 1837) y Anton Fahne, que acabó creando el término "Escuela de pintores de Düsseldorf" (La escuela de pintores de Düsseldorf en los años 1834, 1835 y 1836. Düsseldorf 1837, pp. 30-31). En 1839, Hermann Püttmann utilizó el término "Escuela de Pintura de Düsseldorf" sin guion (Die Düsseldorfer Malerschule und ihre Leistungen seit Errichtung des Kunstvereins im Jahre 1829. Leipzig 1839, p. 108).</ref> se refiere al medio social y a la obra de un grupo de pintores que se formaron en la Königlich-Preußische Kunstakademie de Düsseldorf, enseñaron allí, recibieron clases particulares de profesores de la Kunstakademie o trabajaron en las cercanías de la Kunstakademie, especialmente en el siglo XIX -desde 1819 hasta 1918, aproximadamente-. La Escuela de Düsseldorf se convirtió en un fenómeno independiente de la ubicación y no se limitó a un estilo uniforme.
Los primeros directores de la academia Peter von Cornelius y Wilhelm von Schadow configuraron el orientación más estrecha de la institución docente inicial en el sentido del movimiento nazareno y del clasicismo. Los temas que ordenaron según la Jerarquía de los géneros clásicos incluían los de la mitología, el cristianismo, los temas históricos importantes y la pintura de paisaje. La corriente del Romanticismo se extendió cada vez más en Alemania y se abrió paso en la Academia. Sin embargo, bajo la influencia de Vormärz, el programa de la Academia y su entorno artístico pronto se ampliaron para incluir la amplitud de las corrientes románticas y otras, de modo que un realista, crítica social La crítica social y la pintura de paisaje y de género tuvieron más espacio y mayor validez. Entre los temas y estilos pictóricos de la Malerschule se encuentran la pintura de historia, el paisaje, el género y la naturaleza muerta en todas las facetas representadas, que desempeñaron un papel en el bürgerlich arte determinado del siglo XIX.
A través de las críticas, las publicaciones y las exposiciones, de la difusión de las obras a través del mercado internacional del arte, especialmente a Londres, Ámsterdam, Bruselas, París, Chicago y Nueva York, de los viajes, de las amplias conexiones amistosas y familiares, y de las carreras académicas y profesionales, a veces globales, de sus protagonistas, la obra de la Escuela de Pintura de Düsseldorf irradió a lo largo y ancho, especialmente en el periodo comprendido entre 1830 y 1870, pero ciertamente también en las últimas décadas del siglo XIX. Los pintores formados en Düsseldorf transmitieron sus técnicas artísticas, actitudes, métodos de enseñanza, temas, topoi y discursos por todo el mundo, en otras Kunstakademien y en las emergentes Künstlerkolonie. La pintura de paisaje y de género de Düsseldorf fue durante muchos años líder y formadora de estilo. La reputación internacional de la Escuela de Pintura de Düsseldorf entre las instituciones educativas artísticas de Alemania sólo fue superada de nuevo por la Bauhaus.
La escuela de Düsseldorf tuvo un gran influencia sobre la escuela del río Hudson en los Estados Unidos, y muchos estadounidenses importantes estudiaron en la Academia de Düsseldorf y demuestran la influencia de la escuela de Düsseldorf, incluyendo George Caleb Bingham, Eastman Johnson, Worthington Whittredge, Richard Caton Woodville, William Stanley Haseltine, James McDougal Hart y William Morris Hunt, además del exiliado alemán Emanuel Leutze. Albert Bierstadt aplicó pero no fue aceptado. Su amigo estadounidense Worthington Whittredge se convirtió en su profesor mientras asistía a Düsseldorf.

## Artistas destacados

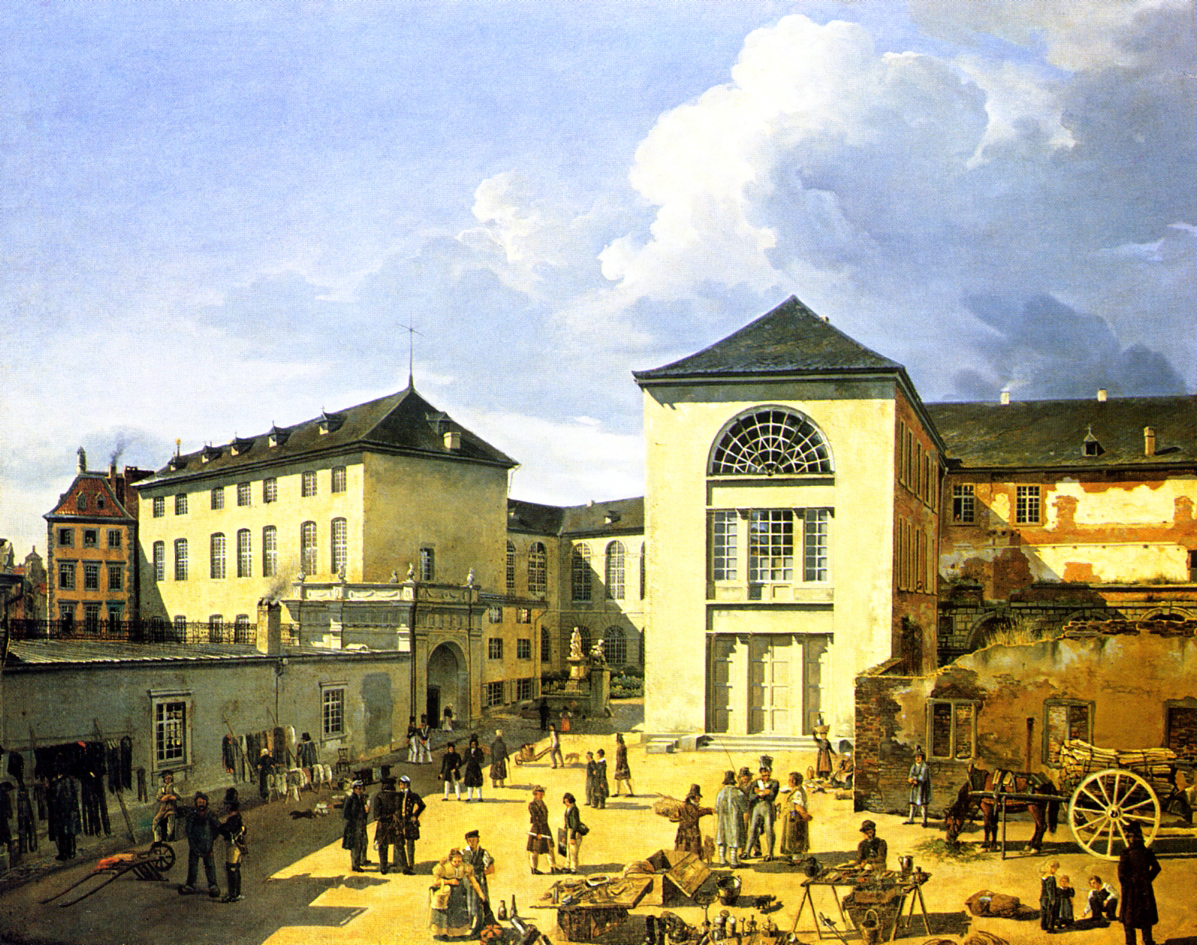
La antigua "Academie of Düsseldorf", Andreas Achenbach, 1831

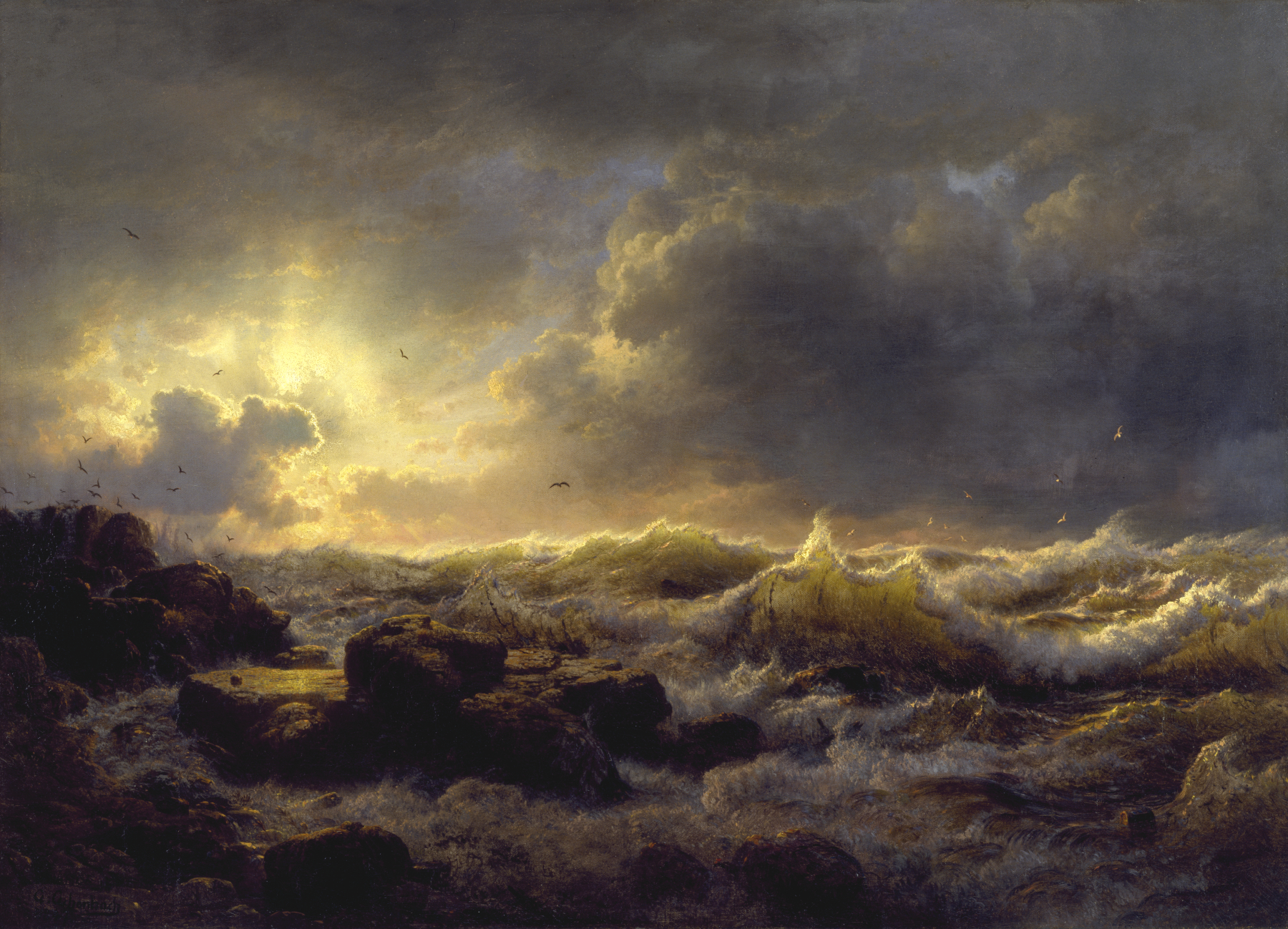
Clearing Up—Coast of Sicily, Andreas Achenbach, 1847, The Walters Art Museum

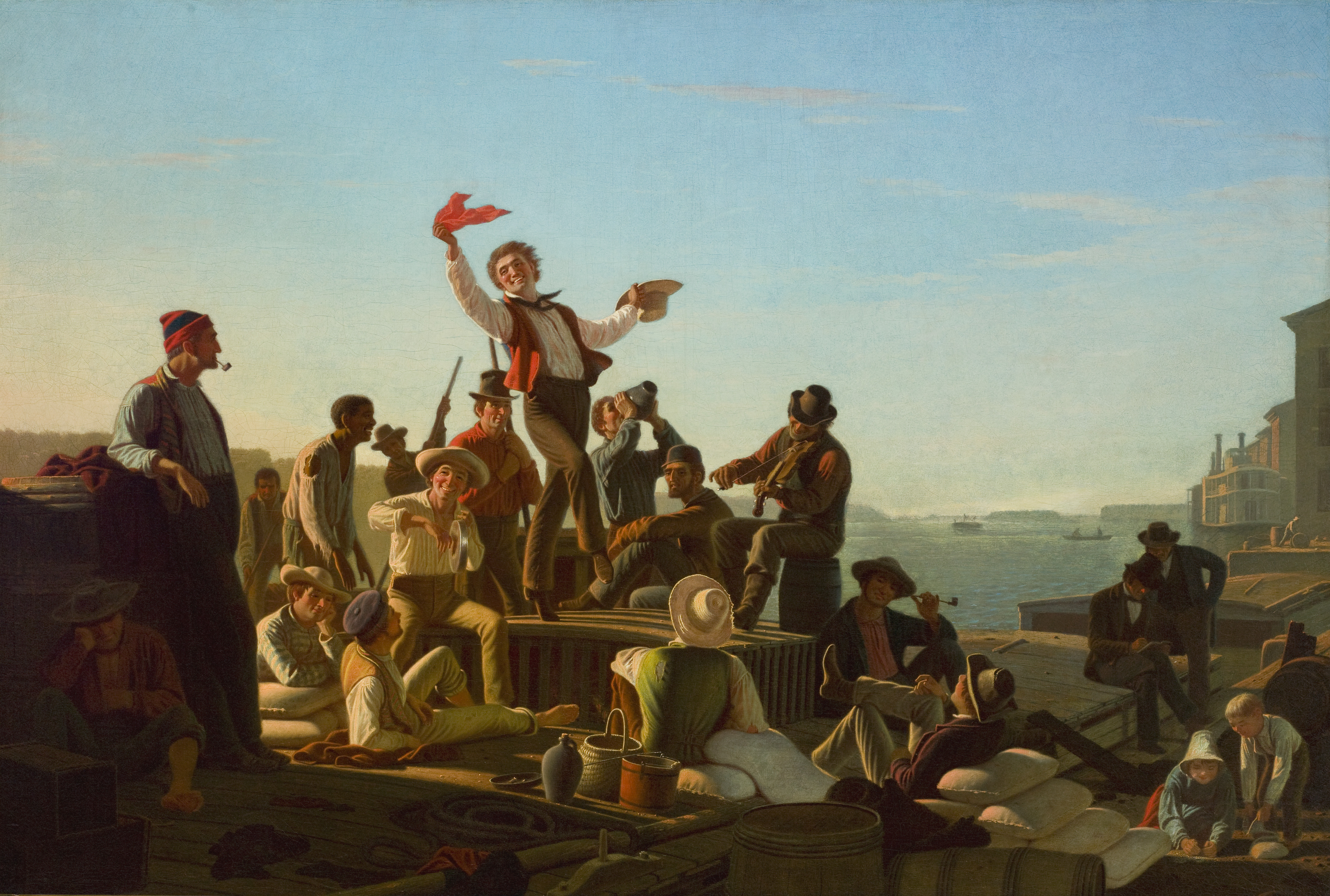
Jolly Flatboatmen in Port, George Caleb Bingham, 1857

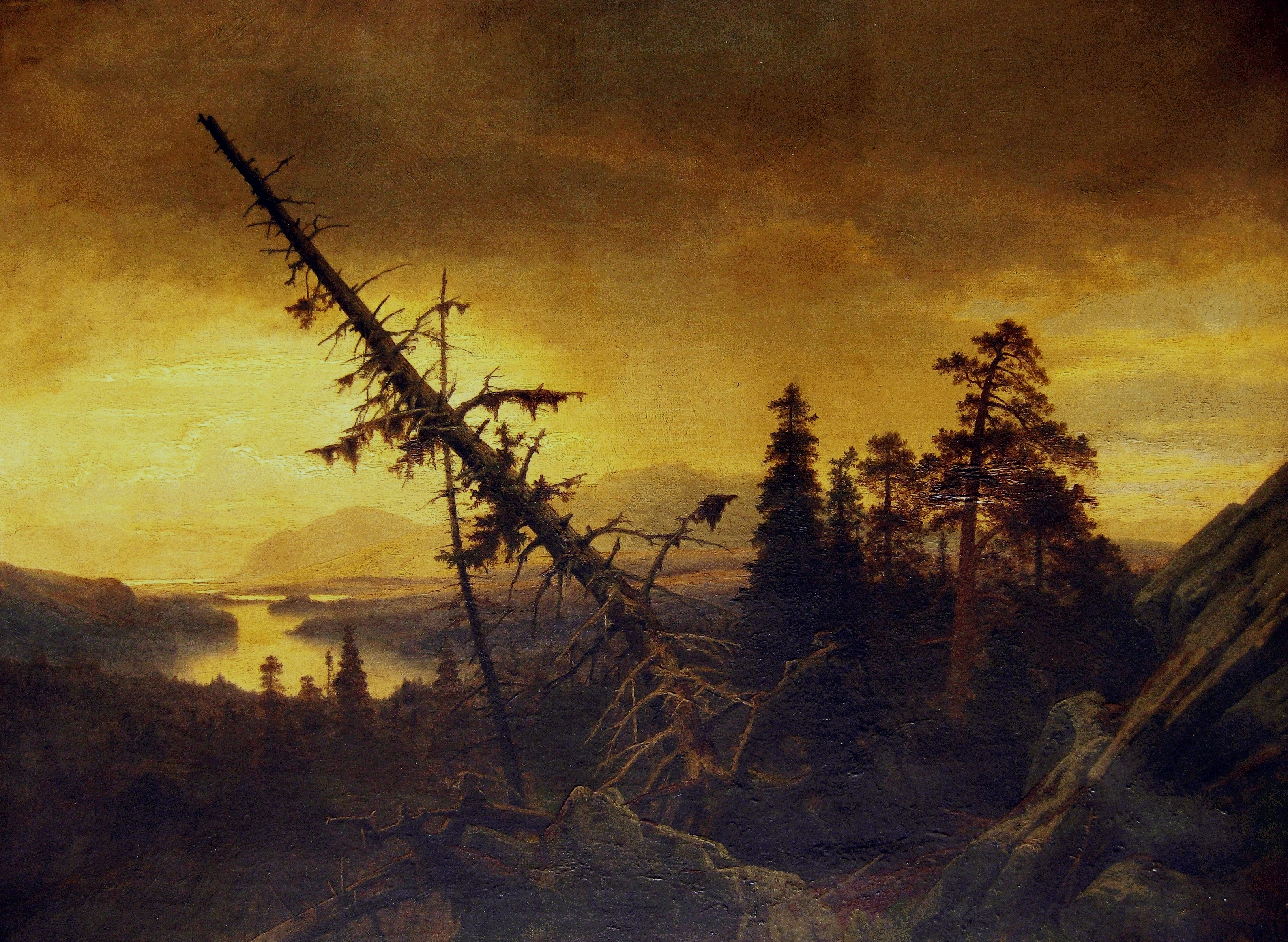
Tranquilidad luego de la tormenta, Erik Bodom, 1871

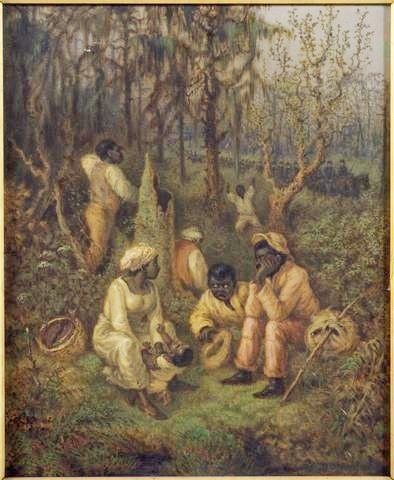
Esclavos fugitivos en el pantano Dismal, Virginia, David Edward Cronin, 1888

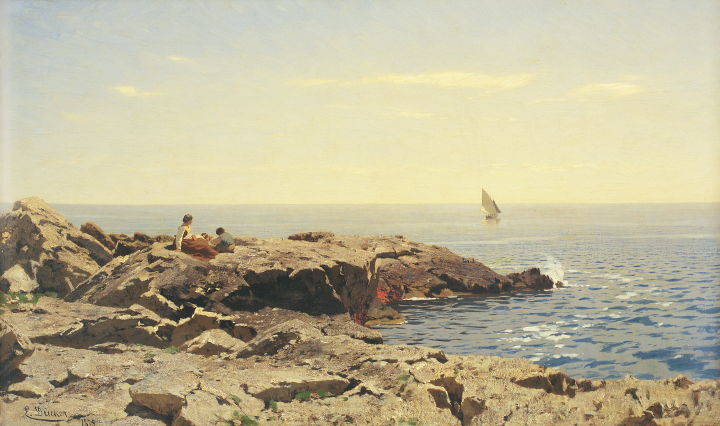
Mere rannal, Eugen Dücker, 1875

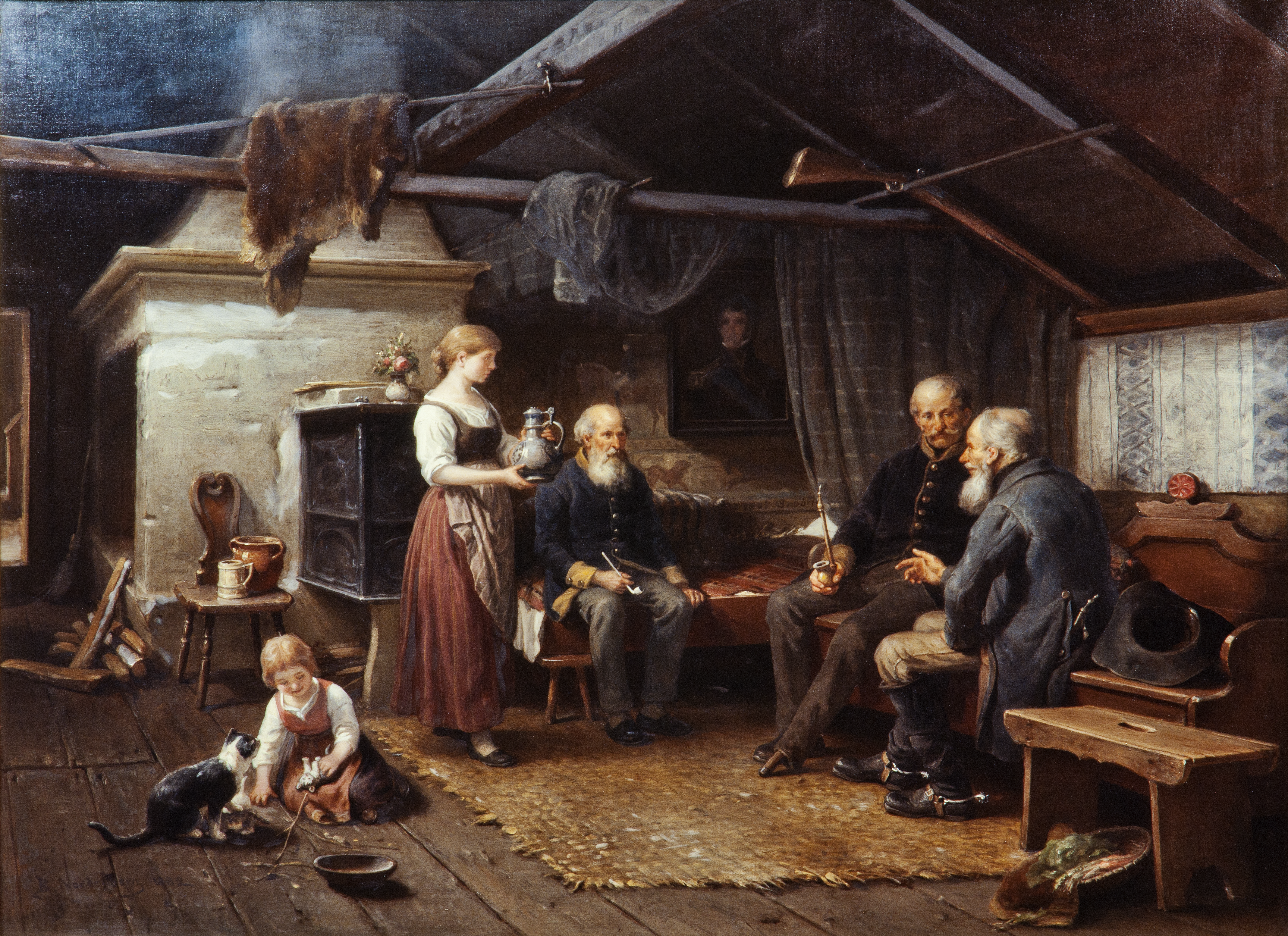
Los veteranos (de los días que pasaron), Bengt Nordenberg, 1882, Hallwyl Museum

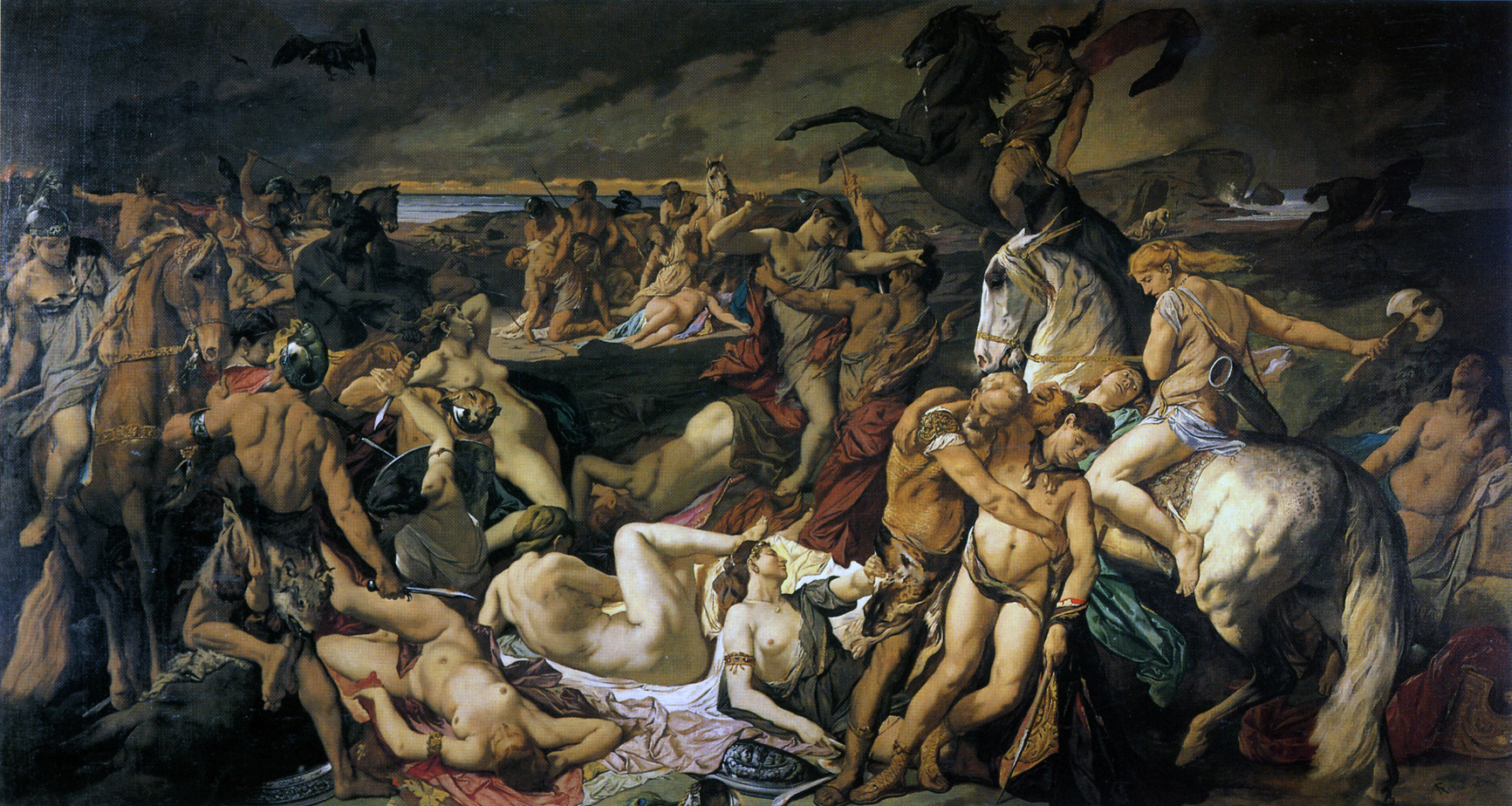
Die Amazonenschlacht, Anselm Feuerbach, 1873

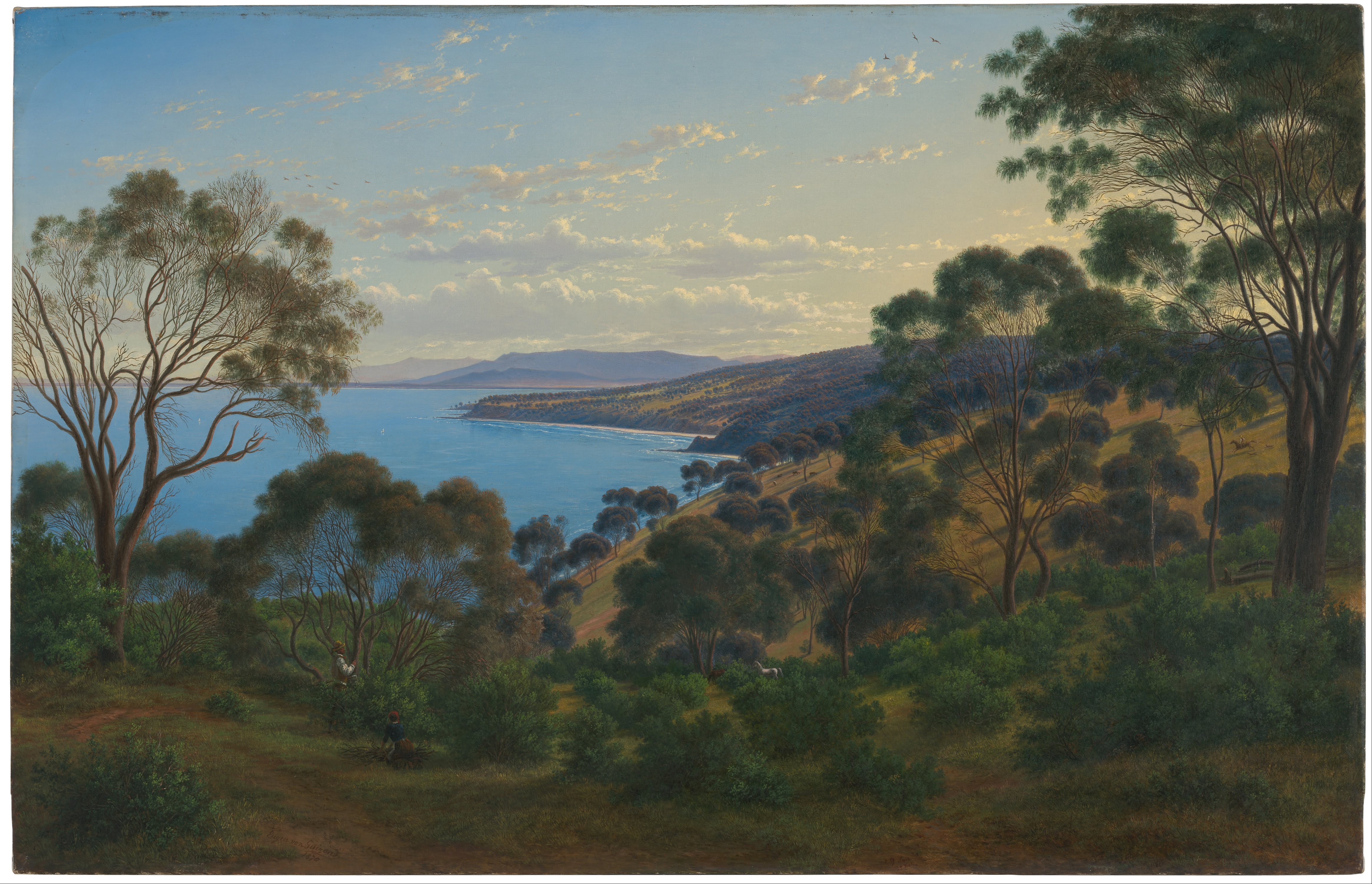
Montañas Dandenong en Beleura, Eugene von Guerard, 1870

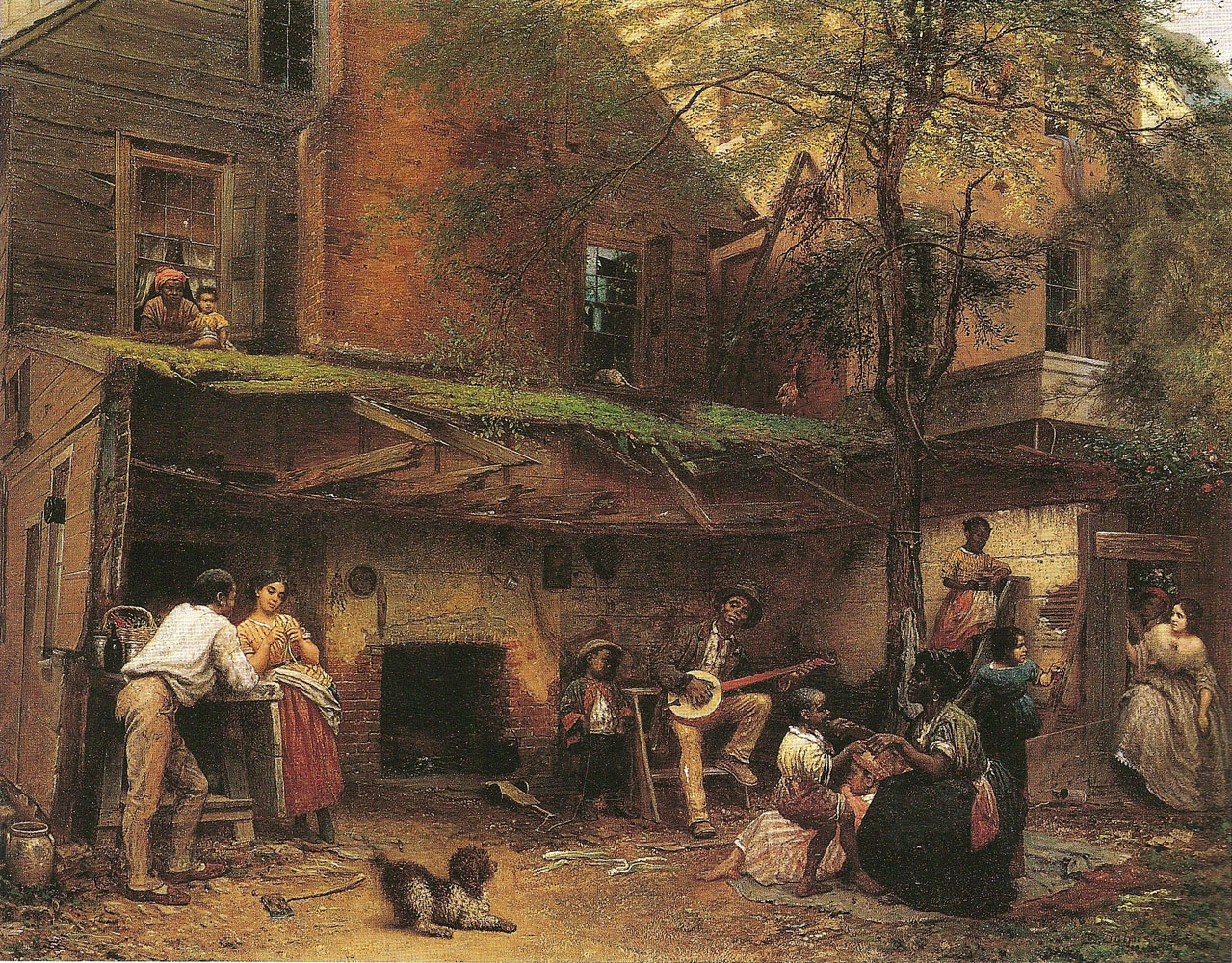
Vida de negro en el sur, Eastman Johnson, 1859

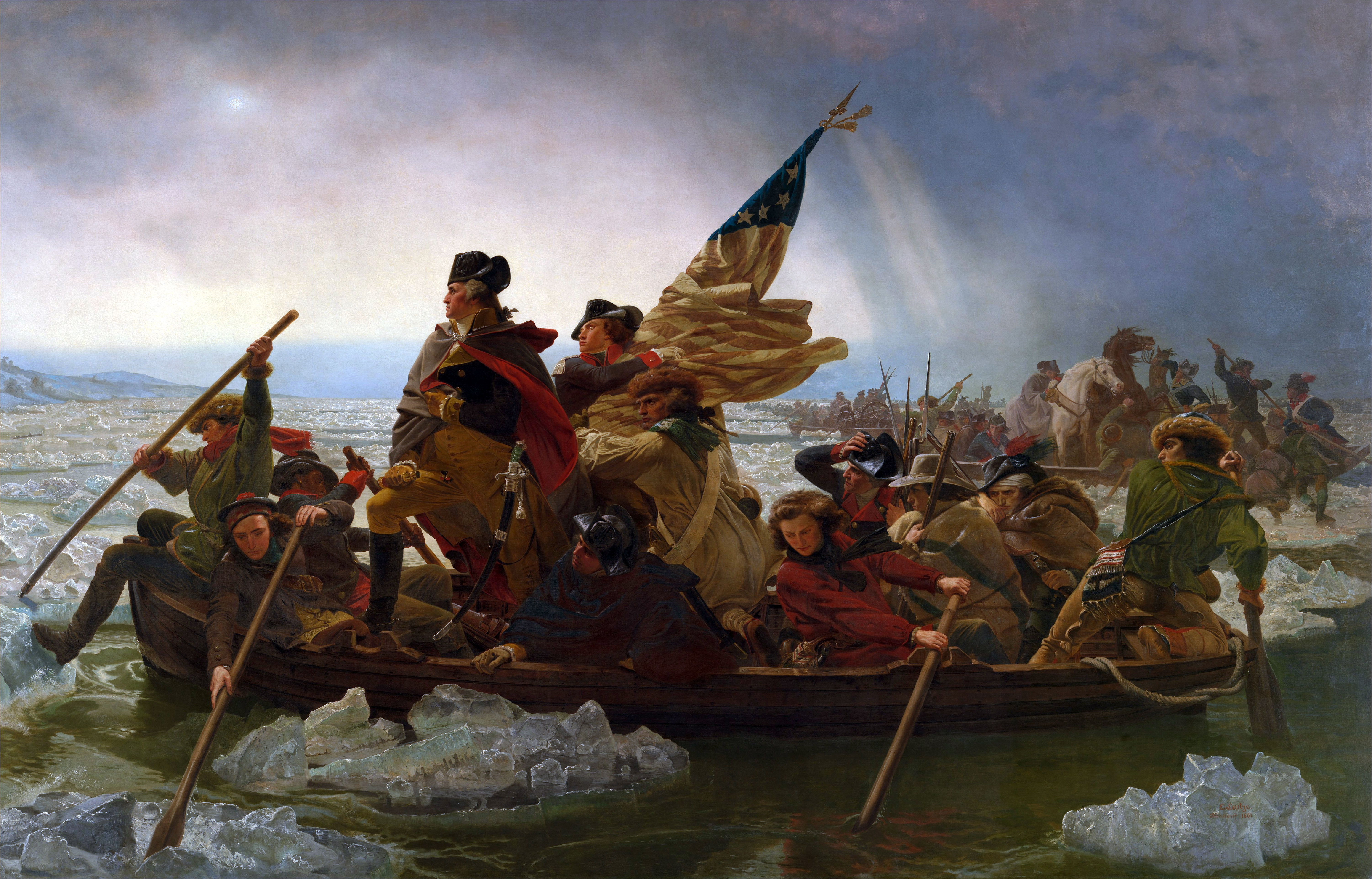
Washington cruzando el Delaware, Emanuel Leutze, 1851

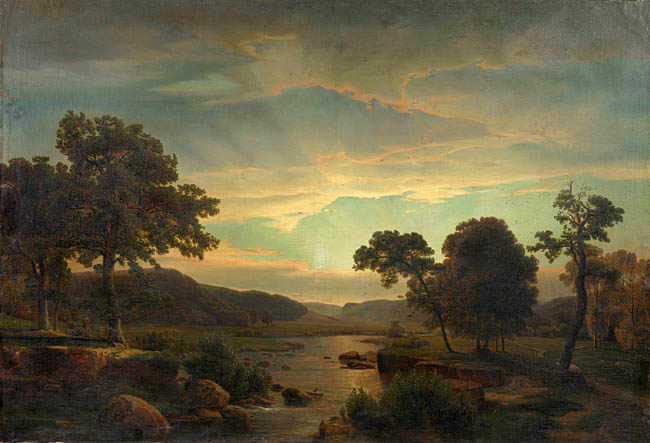
Romantische Landschaft, Carl Friedrich Lessing

Lluvia en un bosque de roble, Iván Shishkin, 1891

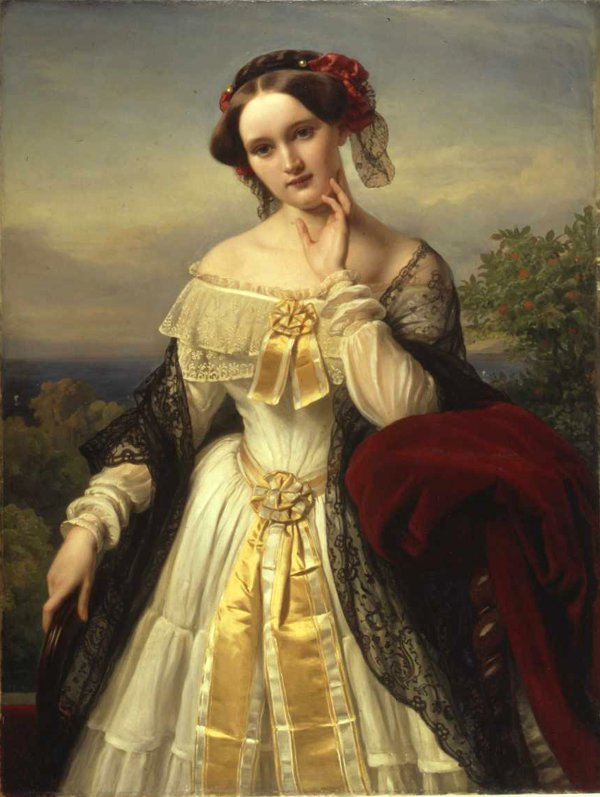
Mathilde Wesendonck, Karl Ferdinand Sohn, 1850

Entre 1819 y 1918, unos 4000 artistas realizaron obras dentro de la tradición pictórica de la escuela de Düsseldorf, entre los que se encuentran:

### A
- Victoria Åberg (1824-1892)
- Andreas Achenbach (1815-1910)
- Oswald Achenbach (1827-1905)
- Hermann Anschütz (1802-1880)
- Peter Nicolai Arbo (1831-1892)
- Louis Asher (1804-1878)
- Anders Askevold (1834-1900)

### B
- Hans von Bartels (1856-1913)
- William Holbrook Beard (1823-1900)
- August Becker (1821-1887)
- Jakob Becker (1810-1872)
- Peter Behrens (1868-1940)
- Gunnar Berg (1863-1893)
- Ludolph Berkemeier (1864-1931)
- Edward Beyer (1820-1865)
- Albert Bierstadt (1830-1902)
- George Caleb Bingham (1811-1879)
- Georg Bleibtreu (1828-1892)
- Arnold Böcklin (1827-1901)
- Erik Bodom (1829-1879)
- Friedrich Boser (1809-1881)
- August Bromeis (1813-1881)
- Wilhelm Busch (1832-1908)
- Anton Bütler (1819-1874)
- Joseph Niklaus Bütler (1822-1885)

### C
- Alexandre Calame (1810-1864)
- Wilhelm Camphausen (1818-1885)
- August Cappelen (1827-1852)
- Gustaf Cederström (1845-1933)
- Fanny Churberg (1845-1892)
- Johann Wilhelm Cordes (1824-1869)
- Peter von Cornelius (1783-1867)
- Ludwig des Coudres (1820-1878)
- Ernest Crofts (1847-1911)
- Georg Heinrich Crola (1804-1879)
- David Edward Cronin (1839-1925)

### D
- Hans Dahl (1849-1937)
- Ernst Deger (1809-1885)
- Anton Dietrich (1833-1904)
- Eugen Dücker (1841-1916)

### E
- Adam Eberle (1804-1832)
- Marie Egner (1850-1940)

### F
- Joseph Fay (1813-1875)
- Anselm Feuerbach (1829-1880)
- Albert Flamm (1823-1906)
- Arnold Forstmann (1842-?)
- Friedrich Friedländer (1825-1901)
- Bernhard Fries (1820-1879)
- Otto Frölicher (1840-1890)

### G
- Julius Geertz (1837-1902)
- Sanford Robinson Gifford (1823-1880)
- Hans Fredrik Gude (1825-1903)
- Eugene von Guerard (1811-1901)

### H
- Aasta Hansteen (1824-1908)
- James McDougal Hart (1828-1901)
- William Stanley Haseltine (1835-1900)
- Johann Peter Hasenclever (1810-1853)
- Lars Hertervig (1830-1902)
- George Hetzel (1826-1899)
- Hermann Ottomar Herzog (1832-1932)
- Theodor Hildebrandt (1804-1874)
- Robert Alexander Hillingford (1828-1904)
- Bernhard Hoetger (1874-1949)
- Oskar Hoffmann (1851-1912)
- Adolfo Hohenstein (1854-1928)
- Julius Hübner (1806-1882)
- Emil Hünten (1827-1902)
- William Morris Hunt (1824-1879)
- Otto Hupp (1859-1949)

### I
- Franz Ittenbach (1813-1879)

### J
- Otto Reinhold Jacobi (1812-1901)
- Elisabeth Jerichau-Baumann (1819-1881)
- August Jernberg (1826-1896)
- Eastman Johnson (1824-1906)

### K
- Arthur Kampf (1864-1950)
- Wilhelm von Kaulbach (1805-1874)
- William Keith (1838-1911)
- César Klein (1876-1954)
- Julian Klein Von Diepold (1868-1947)
- Ludwig Knaus (1829-1910)
- Heinrich Christoph Kolbe (1771-1836)
- Rudolf Koller (1828-1905)
- Julius Kronberg (1850-1921)

### L
- Ants Laikmaa (1860-1942)
- Marcus Larson (1825-1864)
- Wilhelm Lehmbruck (1881-1919)
- Carl Friedrich Lessing (1808-1880)
- Emanuel Leutze (1816-1868)
- Bruno Liljefors (1860-1939)
- Amalia Lindegren (1814-1891)
- George Luks (1867-1933)

### M
- August Macke (1887-1914)
- Fritz Mackensen (1866-1953)
- August Malmström (1829-1901)
- Gari Melchers (1860-1932)
- Carlo Mense (1886-1965)
- Johann Georg Meyer (1813-1886)
- Otto Modersohn (1865-1943)
- Heinrich Mücke (1806-1891)
- Andreas Müller (1811-1890)
- Morten Müller (1828-1911)
- Paul Müller-Kaempff (1861-1941)
- Mihály Munkácsy (1844-1900)
- Ludvig Munthe (1841-1896)

### N
- Amaldus Nielsen (1838-1932)
- Wilhelm Theodor Nocken (1830-1905)
- Bengt Nordenberg (1822-1902)
- Victorine Nordenswan (1838-1872)
- Adelsteen Normann (1848-1918)
- Adolph Northen (1828-1876)

### O
- Theobald von Oer (1807-1885)

### P
- Eduard Peithner von Lichtenfels (1833-1913)
- Carl von Perbandt (1832-1911)[8]
- Heinrich Petersen-Angeln (1850-1906)
- Maksymilian Piotrowski (1813-1875)
- Eduard Wilhelm Pose (1812-1878)
- Johann Wilhelm Preyer (1803-1889)

### R
- Kristjan Raud (1865-1943)
- Paul Raud (1865-1930)
- Robert Reinick (1805-1852)
- Alfred Rethel (1816-1859)
- Karl Lorenz Rettich (1841-1904)
- Henry Ritter (1816-1853)
- Theodor Rocholl (1854-1933)

### S
- Hubert Salentin (1822-1910)
- Johann Wilhelm Schirmer (1807-1863)
- Julius Schrader (1815-1900)
- Adolf Schreyer (1828-1899)
- Adolf Seel (1829-1907)
- Iván Shishkin (1838-1892)
- Karl Ferdinand Sohn (1805-1867)
- Alfred Sohn-Rethel (1875-1958)
- Karli Sohn-Rethel (1882-1966)
- Bernhard Studer (1832-1868)

### T
- Adolph Tidemand (1814-1876)

### U
- Carl d'Unker (1828-1866)
- Lesser Ury (1861-1931)

### V
- Frederick Vezin (1859-1942)
- Heinrich Vogeler (1872-1942)

### W
- Alfred Wahlberg (1834-1906)
- Edward Arthur Walton (1860-1922)
- Worthington Whittredge (1820-1910)
- Charles Wimar (1828-1862)
- Mårten Eskil Winge (1825-1896)
- Richard Caton Woodville (1825-1855)
- Magnus von Wright (1805-1868)

### Z
- Clemens von Zimmermann (1788-1869)